# Tipula oorschotorum
Tipula oorschotorum är en tvåvingeart som beskrevs av Günther Theischinger 1987. Tipula oorschotorum ingår i släktet Tipula och familjen storharkrankar. Inga underarter finns listade i Catalogue of Life.